# 鋪房
铺房：又称铺床，乃東亞漢字文化圈傳統婚禮中，在搬嫁妝之后，女方派人至男方家中布置洞房。布置之物，男女两家有别：男方提供家具，女方提供帐幔被褥之类。此礼现已简化成女方将应该提供的帐幔被褥之类于送子孙打时一起送至男家，并不另外派人，而只由男方布置。过去中国民间习俗大都重男轻女，铺床时需在床上放上代表生育男孩的物品，例如白萝蔔（象征阴茎）、鸡蛋（象征睾丸）、茨菇（象徵陰莖）等，以祝新人早生男孩。部分地区铺房时有洞房门旁要挂一块肉一条鱼以避邪之婚俗。
自周以降，中华文化里以东为首，因而传统上中国民间习俗认为娶妻到东房，婚姻则敦敦实实，所以通常选正面靠东的房间作洞房。由于现在即使是传统中式婚礼，也都多选在旅馆、酒樓或專門的婚禮場地举行，因而此俗特别是在城市中已簡化。其余准备新房的各项婚俗礼仪在中国各地都有所保留，却因地而异，一般多親迎之前前举行，但也有于迎娶队伍出发后才举行，越南是在新人拜堂後才進行。而各地相同之处是各地准备新房的各项婚礼仪式则都于婚宴前一日举行。

## 常見儀式

### 合帐
传统中式婚礼中的婚床上须挂床帐（蚊帐）。此俗原来自民间传说桃花女斗周公的故事：周公为杀害新娘桃花女设下的七煞正中之煞，即七煞之四，乃白虎星担任的白虎煞安插在床帐上，待桃花女坐帐时将其咬死。桃花女早已知晓，于坐帐时将床帐一抖遮住了自己的身体，惊醒了白虎星，咬死了周公之女天香小姐，桃花女却安然无恙，首次破解七煞之四。民间因而流传借这一传说中的帐以求平安，不但挂帐，也称选择洞房为定帐。合帐是指请好命人执剪，于婚宴前制好一顶床帐，挂在婚床上。各地婚俗不同，合帐仪式也不一样，有的由新郎家缝制，有的则由新娘家缝制。婚床则须靠山墙，寓意“有靠山”。

### 定帐
定帐是根据新人的生辰八字和房屋建筑的八卦方位选择合适的东屋作为洞房。如果不相配，即使新郎家房屋虽多，还须借用别人家的房屋当洞房。由于中国民间十分忌讳婚礼上遭遇丧偶之人，所以新郎家中若住着为鳏夫、寡妇的亲属，则不管新郎家房屋再多，其家也万万不能作洞房，新郎家还须另觅别人家的房屋当洞房。另外，基于中国民间“紫气东方来”之说，和中国历史上“东床快婿”这一典故，民间借用名人故事以消灾除难也是定帐婚俗之一。之所以称此仪为定帐同样是源于民间桃花女的传说。

### 贴喜花
贴喜花的婚俗源于宋朝，为在洞房、厅堂、喜棚、和各件嫁妆上贴上红色剪纸喜字和图案，这些红色剪纸喜字和图案称为喜花或礼花，一般包括：
- 祥云：象征喜事降临、一团和气。
- 水波：象征福气、财富绵延不绝。
- 金鱼：象征连年有余、金玉满堂：“鱼”谐音“余”，“金鱼”谐音“金玉”。
- 鲤鱼跳龙门：因鲤鱼善跳跃，民间有鲤鱼跳过龙门变为龙的传说，故世人常将其作为高升、幸运的比喻。[9]
- 鱼钻莲蓬：莲蓬多子，鱼产卵数量大，寓意多子多孙。“莲”谐音“连”，“鱼”谐音“余”，寓意连年有余。[9]
- 牡丹：牡丹又称富贵花，花开富贵[10]象征婚后锦衣玉食、大富大贵。
- 石榴：石榴多子，象征人丁兴旺、子孙满堂。
- 蝴蝶：象征比翼双飞、感情和睦、“蝶”又谐音“耋”，象征白头偕老。
- 蝙蝠：“蝠”谐音“福”，象征福气，五只蝙蝠象征五福临门。
- 鸳鸯：象征比翼双飞、双宿双飞。[11]
- 鹌鹑：中国民间认为鹌鹑配偶固定，起居形影不离，是爱情生活美好、和谐的象征。民间在新婚洞房里贴鹌鹑剪纸或鹌鹑图，祝新人夫唱妇随、家庭和睦、生活美满幸福。又因「鹌」与「安」同音，所以鹌鹑又是平安的象征。传统吉祥画和剪纸中，常绘制鹌鹑栖于山石菊花旁，地上有一些落叶，以落叶谐音「乐业」，寓意「安居乐业」，表达人们对美好生活的期盼。[12]
- 吹箫引凤：寓意婚姻吉祥的图画或剪纸，[12] 源于蕭史與弄玉民间传说，这是民间借用神话故事为新人祝福之例。
- 丹凤朝阳：比喻贤才赶上好时机，为中国传统吉祥图案之一，寓意吉祥、完美、前途光明。[13]
- 百鸟朝凤：，寓意吉祥如意，婚姻幸福。[12]。
- 二龙戏珠：源于中国民间传说，喜庆吉祥的绘龙。[14]除喜庆吉祥，也象征夫妻互相尊敬，谦让包容。
- 狮子滚球：狮子滚球从源于南北朝的一项传统的民间体育活动“舞狮”演化而来，寓意着消灾、驱邪、赶走一切灾难，而好事马上就要降临。
- 麒麟送子：中国民间认为麒麟为仁义之兽，是吉祥的象征；积德人家求拜麒麟可生育得子。其图为麒麟驮着一个双手分执莲藕和笙的男童，取“莲(连)笙(生)贵子”的谐音。
- 百子图：百子典故出于《诗经》，是歌颂周文王周文王的妃子大姒继承周文王之母太任及文王祖母太姜的美德，必能生儿子，达到百子之多。[15]民间借用此名人故事寓意多子多孙，以祝福新人子孙众多，万代延续。[12]
- 文字：诸如“囍” 、“福”、“吉”之类。
  - 囍：囍字寓意喜上加喜，雙喜臨門。

### 喜联
布置新房时，傳統上堂屋、洞房和厨房都需贴对联和横批，堂屋和洞房门上贴双喜字，厨房门上贴喜字。其他房间门上不贴门联横批，只贴喜字。新婚所用对联要在完婚满一个月后才能除下。喜联的内容一般多为：“金屋笙歌谐卜凤，洞房花烛喜乘龙”、“百年歌好合，五世卜其昌”、“彩笔喜吟题叶句，华堂催诵采苹章”等。現代居所間隔和傳統房屋不同，貼喜聯的位置也就沒嚴格規定，但一般都會貼在大門外。

### 挂门帘
中国很多地区于铺房时有挂门帘的婚俗，此俗源于民间纪念王昭君和文成公主的传说。民间传说王昭君因游牧民族的帐篷没有门帘，任何人进出时帐门大开，让帐内一览无余，因而于出发前请汉帝赐门帘。民间传说又指文成公主出发前唐太宗也为其挂门帘。此俗是借用名人故事以纪念女儿离家远嫁，以祈好运。门帘一般为红色，在门帘最上端紧靠门框处，装一块与门帘同宽的白布，叫“走水”，寓意白头偕老。走水上用彩线绣荷花仙鹤图案，寓意“和合”，也有绣成金鱼戏水，鲤鱼跳龙门，鸳鸯同游等图案。有的地区所挂门帘配色相反，乃白门帘上边缝红走水，亦寓意白头偕老。

### 安门缯
在挂门帘、走水的同时，门框上边要张麒麟送子匾（俗称“门缯”）。门缯由芦苇或木料构成长方形框架，糊以麒麟送子图案，四周用“卐”字和云角镶边。门帘和门缯是新房门上必备之物。

### 安床
除了洞房外，婚床也须根据新人的生辰八字和八卦方位选择合适的方位，这个过程即安床。洞房内所有家具均须根据床位而调整，婚床本身须由一位好命成年男子指挥/调整到位，绝不能和洞房内其他家具的尖角相对。安床仪式完成后，禁止成年人坐卧床上，寡妇、鳏夫、离婚者尤忌。部分地区安床时有由一位全福人，取24双筷子系扎红线，安放在新郎席子下的婚俗。

#### 套喜被、揣喜枕
喜床铺好后，请一位全福人在喜床上套喜被、揣喜枕。把每个枕头的两端、被子的四角各装入两枚栗子、两牧枣子、两枚桂圆和两颗花生，寓意“立（栗）早（枣）（花）生贵（桂）子”或“早（枣）立（栗）子”。部分地区套被、揣枕时也要放鞭炮，说喜话，例如：“八个栗”，八个枣，八个儿子满床跑。四个去当官，四个去赶考。赶考中状元，当官坐花轿。” 

#### 拜床
安床仪式于迎娶队伍出发前举行的地方，有些还會增加一项拜床仪式。拜床即新郎拱手作揖向婚床立拜，也即拜床神。由于中国各地婚俗礼仪各不相同，也有地区于拜堂后新人入洞房一起行拜床礼的。

#### 压床、翻床
压床的过程是安置婚床时，中国很多地区有将铜钱置于床下、床头、床脚、床尾。此俗寓意同心同体，因铜与同发音相同，故用铜钱。大富大贵的豪门人家也有用更为昂贵的秘戏钱或撒帐钱压床。另者，婚床安置好后新郎不能睡空床，这个婚俗来自民间传说桃花女斗周公的故事：周公为杀害新娘桃花女设下的七煞中最后一煞为床母煞，如新郎在新房内睡空床，就会死妻子，甚至丈夫。为了免此厄运，婚床须先由一个父母兄弟俱在的全福男童来躺一会，以成功化解床母煞，破解七煞之七。此俗于民间逐渐相约成俗，以图吉利。
婚礼为三日举行时，安床在婚宴前一天完成，但由于前述原因中国民间婚床铺好后当夜空着，所以全福男童须在婚床上睡一晚，且晚上要给这个男童吃包子、花生、鸡蛋，寓“包生儿子”意，待次日早晨离开时，要给红包，俗称“挈出尿瓶”。一般多选七岁以下的好命男童进行压床，多需为新郎侄子或外甥。
依大部分地区的婚俗礼仪，行压床礼时须同时吟吉语，例如：“眠床垫上太平钱，岁岁平安福来临，一对鸳鸯交颈睡，夫妻恩爱百年亲。”
压床之后的翻床仪式是请压床的好命的未婚男童在躺过的婚床上翻跟头，站在一旁的妇女同时念道：“翻跟头，生男孩。翻过来，生秀才。翻过去，生进士。” 此仪式之目的是希望新人早生贵子，后代学有所成。若希望后代中男女双全，由于男童翻床之后，让女童再翻床的。

#### 响帐
同合帐一样，响帐也源于民间传说桃花女斗周公的故事中的七煞之四白虎煞。不同于七煞中的其他六煞只在特定时间地点才能为害新娘，白虎星担任的白虎煞于任何时候地点都为害新娘，因此于七煞中最为凶险，人们稍有疏忽就可让白虎煞乘虚而入害人。所以为了进一步保护新娘，除了合帐之外，还须行响帐礼。响帐之目的是以鸣号之声将帐上的白虎惊醒，让其离开洞房，归回本位，这样，新娘进入洞房后不就会被白虎所伤。响帐仪式由鼓乐手一人进入洞房后用一杆长筒大号长鸣数声，先于房屋深处响起，留开门口，让白虎冲出。然后在洞房四隅鸣响，最后在床上长鸣三声，响帐即行结束。响帐时不得触摸洞房内各类陈设，更不得上到炕上或床上。之所以称此仪为响帐同样是源于民间桃花女的传说。

#### 撒帐
撒帐是于响帐后，由人带着五谷杂粮进入洞房，依照东南西北和中央五个方位依次抛撒五谷的礼俗。此婚俗始于汉朝，其目的是以撒五谷杂粮以辟邪，化解青羊、乌鸡、青牛三煞。依大部分地区的婚俗礼仪，行撒帐礼时须同时吟吉语，例如：“撒帐东西南北方，百无禁忌太公姜，桂子兰孙联科甲，荣华富贵喜苍苍。”

### 暖房
有些地區在洞房布置好后，新郎当夜也必须宿于洞房，家境富裕人家还会雇戏班以庆贺助兴，此为暖房。